# Troy Bodie
Troy Bodie (* 25. Januar 1985 in Portage la Prairie, Manitoba) ist ein ehemaliger kanadischer Eishockeyspieler und derzeitiger -funktionär, der im Verlauf seiner aktiven Karriere zwischen 2002 und 2015 unter anderem 159 Spiele für die Anaheim Ducks und Toronto Maple Leafs in der National Hockey League (NHL) auf der Position des linken Flügelstürmers bestritten hat. Darüber hinaus absolvierte Bodie weitere 390 Partien in der American Hockey League (AHL).

## Karriere
Troy Bodie begann seine Karriere als Eishockeyspieler bei den Kelowna Rockets, für die er von 2002 bis 2006 in der Western Hockey League (WHL) aktiv war. In dieser Zeit wurde er im NHL Entry Draft 2003 in der neunten Runde als insgesamt 278. Spieler von den Edmonton Oilers aus der National Hockey League (NHL) ausgewählt, für die er jedoch nie spielte. In der Saison 2006/07 stand der Angreifer für Edmontons Farmteam aus der American Hockey League, die Hamilton Bulldogs, sowie für die Stockton Thunder aus der ECHL auf dem Eis. In der folgenden Spielzeit spielte Bodie für Edmondtons neues Farmteam, dem AHL-Klub Springfield Falcons.
Ab Sommer 2008 stand Troy Bodie bei den Anaheim Ducks unter Vertrag. Zunächst wurde er vor der Saison in den Kader von Anaheims Farmteam Iowa Chops aufgenommen, ehe er am 16. Januar 2009 sein Debüt in der NHL für die Ducks gab, als er beim Auswärtsspiel bei den Pittsburgh Penguins zum Einsatz kam. Im Juni 2009 unterzeichnete Bodie einen Vertrag für zwei weitere Jahre in Anaheim bis Ende Juni 2011. In der Saison 2009/10 stand er überwiegend bei den Anaheim Ducks in der NHL im Einsatz, sammelte jedoch auch Spielpraxis bei den San Antonio Rampage und Toronto Marlies in der AHL. Im November 2010 wurde er von den Anaheim Ducks auf die Waiver-Liste gesetzt und anschließend von den Carolina Hurricanes ausgewählt. Dort beendete er das Spieljahr 2009/10 als Stammkraft mit 50 Einsätzen in der regulären Saison, verbrachte jedoch die folgenden beiden Saisonen in der American Hockey League. Im Juli 2013 unterzeichnete Bodie einen Einjahresvertrag bei den Toronto Maple Leafs, der in der Folge um ein weiteres Jahr verlängert wurde. Jedoch kam Bodie in diesem zweiten Jahr in Toronto hauptsächlich für die Marlies in der AHL zum Einsatz.
Im September 2015 gab Bodie nach nur neun Saisons im professionellen Eishockey das Ende seiner aktiven Karriere bekannt. Fortan war er drei Jahre für die Maple Leafs als Scout tätig. Anschließend stieg er zum Director of Professional Scouting auf. Auch die Position bekleidete er für drei Jahre bis zum Sommer 2021. Mit dem Beginn der Spielzeit 2021/22 wurde er zunächst zum Director of Hockey Operations der Coachella Valley Firebirds aus der AHL bestellt. Nach zwei Jahren wurde er zum Vice President of Hockey Operations befördert.

## Erfolge und Auszeichnungen
- 2003 President’s-Cup-Gewinn mit den Kelowna Rockets
- 2004 Memorial-Cup-Gewinn mit den Kelowna Rockets
- 2005 President’s-Cup-Gewinn mit den Kelowna Rockets
- 2007 Teilnahme am ECHL All-Star Game

## Karrierestatistik
(Legende zur Spielerstatistik: Sp oder GP = absolvierte Spiele; T oder G = erzielte Tore; V oder A = erzielte Assists; Pkt oder Pts = erzielte Scorerpunkte; SM oder PIM = erhaltene Strafminuten; +/− = Plus/Minus-Bilanz; PP = erzielte Überzahltore; SH = erzielte Unterzahltore; GW = erzielte Siegtore; 1 Play-downs/Relegation; Kursiv: Statistik nicht vollständig)